# 隋宝
隋宝，蒙古帝国将领，祖先登州栖霞，迁居莱阳（今山东省莱阳市）。
金朝末年隶于军伍，主帅惊奇其貌，以他为管军谋克，不久授为怀远大将军、管军都总领，镇行村海口。蒙古窝阔台攻打山东，隋宝于是归顺蒙古，授为莱阳县令，历任莱州节度判官，官至高密县令。其第四子隋世昌，隋世昌死后，子隋国英嗣职。